# Sardonismo

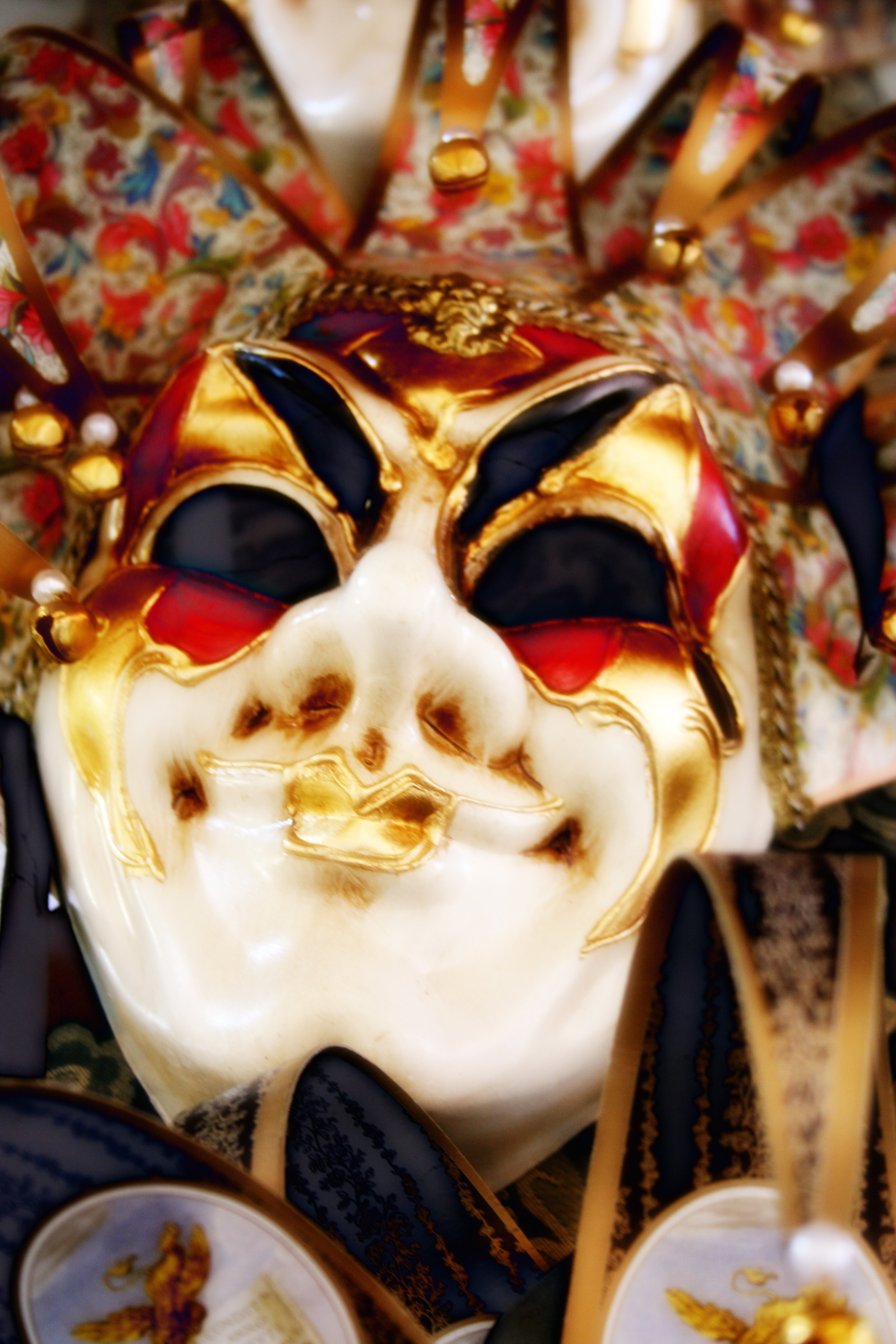
Riso sardônico de uma máscara.

Ser sardônico é ser desdenhosamente ou cinicamente humorístico, ou desdenhosamente zombador. Uma forma de pensamento rápido ou humor, ser sarcástico muitas vezes envolve expressar uma verdade desconfortável de uma forma inteligente e não necessariamente maliciosa, muitas vezes com um grau de ceticismo.

## Origem
Tanto o conceito quanto a etimologia da palavra, embora de origem incerta, parecem derivar da ilha mediterrânea da Sardenha. A enciclopédia grega bizantina do século X, a Suda, traça as primeiras raízes da palavra para a noção de sorrir (em grego clássico: σαίρω; romaniz.: sairō) diante do perigo, ou curvando os lábios para o mal.

Uma explicação para a alteração posterior de sua forma mais familiar e conexão com o riso (apoiada pelo Oxford English Dictionary) parece derivar de uma antiga crença de que a ingestão da planta sardônio (σαρδόνιον) da Sardenha (Σαρδώ) resultaria em convulsões semelhantes ao riso e, enfim, a morte. Em Teoria e História do Folclore, Vladimir Propp discute supostos exemplos de riso ritual que acompanha a morte e o assassinato, todos envolvendo grupos. Estes ele caracterizou como riso sardônico:
Entre os povos muito antigos da Sardenha, que eram chamados de Sardi ou Sardoni, era costume matar os velhos. Enquanto matavam seus velhos, os Sardi riam alto. Esta é a origem do riso sardônico notório (Eugen Fehrle, 1930). À luz de nossas descobertas, as coisas começam a parecer diferentes. O riso acompanha a passagem da morte para a vida; cria a vida e acompanha o nascimento. Consequentemente, o riso que acompanha a matança transforma a morte em um novo nascimento, anula o assassinato como tal e é um ato de piedade que transforma a morte em uma nova vida.
Uma forma de raiz pode aparecer pela primeira vez na Odisséia de Homero como o grego antigo sardánios, alterado pela influência da palavra Sardonios (Σαρδονιος, "Sardenha"), originada de uma frase grega que significava "ser zombado", "rasgar de carne" ou para o riso desdenhoso. Dos sardónios evoluiu em latim: sardonius, daí em francês:  sardonique, e finalmente a familiar forma adjetiva em inglês, sardonic. No vernáculo inglês, foi registrado e utilizado no "Calendário do Pastor" de Edmund Spenser (1579).

## Risus sardonicus
O risus sardonicus é um sorriso aparente no rosto de quem está em convulsão por causa do tétano ou envenenamento por estricnina. Do Oxford English Dictionary, "Uma expressão fixa, semelhante a um sorriso, resultante de espasmo dos músculos faciais, especialmente no tétano." Também:
[A convulsão dos] músculos faciais pode causar uma expressão característica chamada Risus sardonicus (do latim para riso desdenhoso) ou Risus caninus (do latim para riso canino ou risonho). Essa expressão facial também foi observada em pacientes com tétano. Risus sardonicus faz com que as sobrancelhas do paciente se levantem, os olhos se arregalem e a boca se retraia dramaticamente, resultando no que foi descrito como um sorriso maldoso.

### Gota d'água de cicuta
Em 2009, cientistas da Universidade do Piemonte Oriental afirmaram ter identificado a gota d'água de cicuta como a planta responsável pela produção do sorriso sardônico. Esta planta é a candidata à "erva sardônica", que era uma planta neurotóxica usada para o assassinato ritual de idosos na Sardenha pré-romana. Quando essas pessoas não conseguiam se sustentar, ficavam intoxicadas com esta erva e depois eram lançados duma rocha alta ou eram espancadas até a morte.